# Maurizio Barricelli
Maurizio Barricelli (Benevento, 17 luglio 1874 – Roma, 14 aprile 1931) è stato un pittore e giornalista italiano.

## Biografia
Maurizio Barricelli, figlio dell'avvocato Michelangelo, studia sotto la guida del pittore ligure Achille Vianelli che lo indirizza verso l'osservazione del paesaggio. Frequenta l'Accademia di Belle Arti di Napoli poi quella di San Luca, a Roma. Nel 1897 parte volontario garibaldino nella guerra greco-turca. Tornato a Roma, entra nell'orbita dell'associazione In arte libertas, fondata nel 1886 dal pittore Nino Costa e diventa amico di Duilio Cambellotti. Fa parte del gruppo dei primi 25 artisti della campagna romana (in tutto vi parteciperanno 45 artisti, tra cui Cesare Pascarella). Come giornalista, si distingue per le accese polemiche. Aveva sempre un'aria di tristezza pensosa. Un suo quadro La Luce e le Tenebre - che raffigura una puerpera nuda e sfinita dal parto e un neonato che strilla tra le braccia della levatrice - è rifiutato, nel 1906, per motivi morali, dal comitato della Esposizione di Milano. Di idee nazionaliste, si avvicina a Luigi Federzoni e disegna la testata del periodico nazionalista Il Carroccio di Roma: un carro trainato da quattro buoi.
Un gruppo di artisti, a Roma, contesta i criteri selettivi delle opere d'arte, da presentare alle esposizioni, criterio stabilito dalla Società degli amatori e dei cultori. Nasce così la Secessione Romana del 1913, di cui Barricelli è uno dei fondatori. La prima mostra dei Secessionisti si è tenuta a Roma, nel 1913, al Palazzo delle Esposizioni.
Il 24 febbraio 1923, anniversario della istituzione, da parte di Carlo Alberto, delle Medaglie d'oro al valore, ad opera della Medaglia d'oro Ettore Viola e di Maurizio Barricelli nasce la Legione Azzurra, che poi è diventata l'Associazione del Nastro Azzurro. Dipinti di Maurizio Barricelli si conservano al Museo del Sannio, a Benevento.

## Opere pittoriche
- La luce e le Tenebre, 1906.
- Pagliai, 1908
- Paesaggio norvegese

## Scritti
- Maurizio Barricelli, L'arte moderna e l'ambiente in Italia, Roma, Tipografia Sallustiana, 1898.
- Maurizio Barricelli, Il nuovo universo, Foligno-Roma, Campitelli, 1932.